# 天津增廿二
狐狸座28，又名BD+23 4084，HD 196740、SAO 88945、HR 7894，是狐狸座的一颗恒星，视星等为5.04，位于銀經67，銀緯-10.35，其B1900.0坐标为赤經20h 34m 10.5s，赤緯+23° -10.35′ 54″。